# Bohumil Bauše

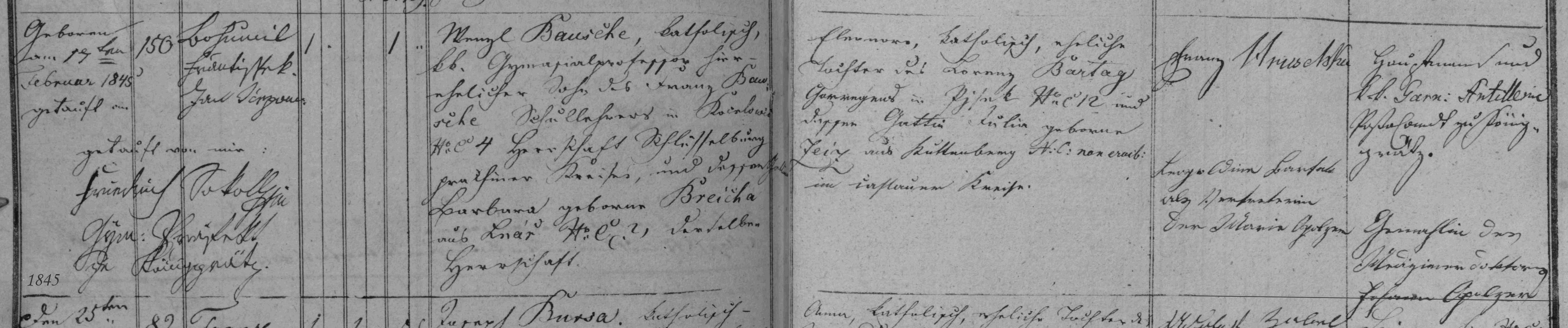
matriční zápis o narození a křtu Bohumila Baušeho (matrika N 1836-1847 Hradec Králové (SOA Zámrsk))

Bohumil Bauše (17. února 1845 v Hradci Králové – 14. listopadu 1924 v Praze) byl český učitel, přírodovědec, spisovatel a překladatel.

## Život
Pocházel z rodiny středoškolského profesora Václava Baušeho a jeho manželky Eleonory, rozené Bartákové. Po absolvování gymnasia v Hradci Králové pokračoval studiem na filozofické fakultě Karlovy-Ferdinandovy univerzity v Praze. Po jejím ukončení, povinné praxi suplenta a složení pedagogické zkoušky nastoupil jako středoškolský učitel, postupně na gymnasiích v Jindřichově Hradci, Německém Brodě a Táboře.
Po smrti první ženy Zdenky roku 1876 zakotvil v Praze, kde od školního roku 1876/77 vyučoval na c. k. vyšším reálném gymnasiu v Truhlářské ulici. Roku 1880 se podruhé oženil, s Hermínou Stiebitzovou (1858–1914), s níž měl syny Prokopa, Ivana a dceru Marii, které patřila k prvním posluchačkám filozofie na Karlově univerzitě. V roce 1905 odešel do důchodu s titulem školního rady.
Jako veliký propagátor přírodních věd napsal mnoho článků do školních programů a výročních zpráv škol, v nichž působil, a mnoho odborných fejetonů do různých časopisů přírodovědeckých i beletristických. Některé pak vyšly knižně. Byl autorem několika odborných knížek a spoluautorem Ottova slovníku, Brehmova Života zvířat. Překládal různé články z cizích jazyků a k překladům jiných kolegů psal úvodníky či doslovy.

## Vydané knihy
- Skály prachovské (1886)
- O původu savců
- Čtvero ročních časů (1893)
- Volné listy z knihy přírody (1895)
- Pohledy do dílny přírody (1897)
- Člověk a živočišstvo (1907)
- Matka země
- Za domovem (společné dílo s A. Wenigem a K. Rožkem)
- Život a cesty dr Emila Holuba (1907)
- Ptactvo v mluvě českého lidu (1912)

a mnoho dalších

## Překlady
- E. Brightwenová – Láska za svobodu (o zvířatech, z angličtiny)
- Jules Michelet – Pták (z francouzštiny 1905)
- A. Good – Zábavná věda (z francouzštiny (1892)

a další